# Краєзнавство в Україні
Краєзнавство в Україні — науково-громадський рух, одна із найпоширеніших форм пізнання України шляхом комплексного вивчення її окремих регіонів, місцевостей, малих територій, в основі якого лежить споконвічний інтерес людини до свого краю, його природи, історії, старожитностей, побуту та звичаїв своїх земляків. Авангардну роль у процесі розвитку вітчизняного краєзнавства займає Національна спілка краєзнавців України.
Краєзнавчий рух в Україні багатий на цікаві традиції, плідні пошуки і відкриття. Із початку ХХІ століття національне краєзнавство переживає епоху ренесансу.

## Рівні краєзнавчого руху в Україні
Існують різні рівні організації краєзнавчого руху в Україні. До загальнодержавного відносяться: Національна спілка краєзнавців України, Товариство охорони пам'яток історії та культури, Українське товариство охорони природи, Українське географічне товариство, Всеукраїнське товариство «Просвіта» імені Тараса Шевченка, «Меморіал» імені Василя Стуса тощо. Регіональний і місцевий рівні представленні різноманітними громадськими організаціями, фондами і товариствами.

## Історія

### Перша половина XIX століття

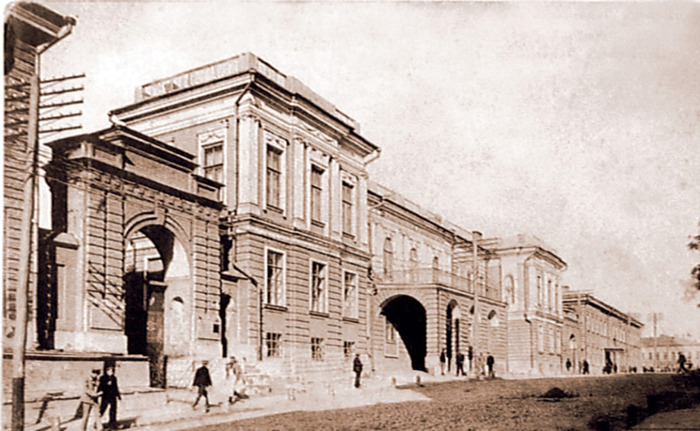
Харківський університет — Саме він дав поштовх до започаткування краєзнавства (фото 1905–1910 рр.)

Краєзнавство в Україні починає виникати на початку позаминулого століття. Так, у перших десятиліттях XIX ст. в Україні почали формуватися місцеві культурно-просвітницькі та етнографічні центри (Полтава, Одеса, Ніжин, Харків). Початок народознавчих досліджень поклав Харківський університет, заснований у 1805 році. Університетська друкарня почала видавати журнали й альманахи, книжки з українського народознавства. Викладачі та студенти університету розгорнули роботу зі збору пам'яток матеріальної культури серед місцевого населення, зразків усної народної творчості. Професор Гаврило Успенський опублікував змістовну працю з історичної етнографії: «Опыт повествования о древностях руських» (1811–1812 рр.).
У Харківському університеті обмінювалися поглядами й творили національне наукове краєзнавство такі відомі вчені, як Ізмаїл Срезневський (ректор університету) та Микола Костомаров (1817–1885 рр.). Саме він у 1846 році у Києві разом з Василем Білозерським, Миколою Гулаком, Пантелеймоном Кулішем, Тарасом Шевченком та іншими видатними українськими діячами заснували Кирило-Мефодіївське братство. Наукова краєзнавча спадщина Братства є дуже значною, його членами були написані фундаментальні праці з історії України, ряд етнографічних студій, матеріали етнографо-статистичної експедиції на Правобережну Україну.
У 1830 — 1840-х роках масово поширюється народознавча і краєзнавча діяльність в Одесі. Тут у 1839 році засновується Одеське товариство історії і старовини, що мало власний археологічний музей, в якому були зосереджені цінні пам'ятки старовини, документальні та етнографічні матеріали (у 1859 році він об'єднався з Одеським міським музеєм старовини).

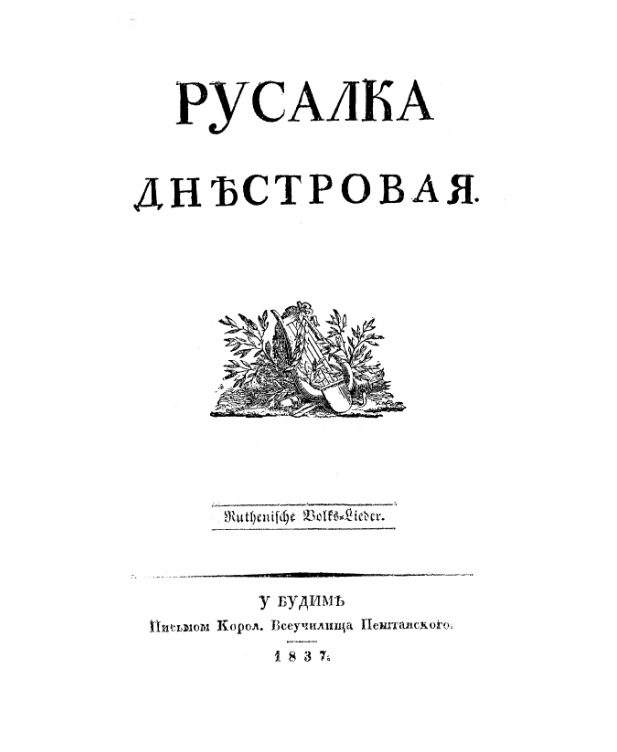
Обкладинка першого західноукраїнського альманаху «Русалка Дністровая» в тогочасному правописі

З кінця першої половини XIX ст. центр народознавчої діяльності поступово переміщується до Києва у зв'язку з заснуванням тут у 1834 році університету. Після чого перший ректор університету Михайло Максимович разом з Миколою Костомаровим сформував тут центр історико-краєзнавчого дослідження України. У тому ж 1834 році у Києві було створено Тимчасовий комітет для дослідження старожитностей, який зініціював створення музею старожитностей при Київському університеті.
Значну роль у вивченні та публікації джерел з історії України, консолідації українських істориків й археологів відіграла «Тимчасова комісія для розгляду давніх актів» або ж «Київська археологічна комісія» (1843–1921 роки). Наукові дослідження цієї комісії сприяли формуванню в українській історичній науці допоміжних дисциплін, а зібрані нею колекції історичних документів стали базою для заснування першого в Україні державного історичного архіву — Київського центрального архіву давніх актів.
На півдні України основним осередком краєзнавчих досліджень стало Одеське товариство історії та старожитностей. За період свого існування (1839–1922 роки) воно випустило 33 томи наукових записок, більша частина з яких має суто краєзнавче спрямування.
В 1830-ті роки в Галичині намітився поступ у розвитку народознавства. У Львівській духовній семінарії виник невеликий гурток однодумців, що отримав назву «Руська трійця». У 1833 році він видав свою першу рукописну збірку «Син Русі», а в 1836 році серб Г. Петрович у місті Пешті надрукував рукопис «Руської трійці» під назвою «Русалка Дністровая». Це була перша книжка у Галичині, написана живою українською мовою і українським алфавітом.
Влітку 1834 року Яків Головацький здійснив подорож пішки із Львова через Миколаїв, Стрий та інші міста Галичини. Його подорожні нотатки «Подорож по Галицькій та Угорській Русі, описана в листах до приятеля у Л.» став класичним зразком опису мандрівки і був однією з перших спроб заповнити пробіл в науковому вивченні краєзнавства. Іван Вагилевич під час своїх мандрівок Галичиною збирав фольклор і етнографічні матеріали, відвідав історичні пам'ятки, проводив археологічні дослідження. А у нарисі «Берди в Уричі» 1843 року він описує унікальні ландшафти Урича, скелі, загадкові піктограми на них, замислюється над історичними витоками пам'ятки. Обстеження Вагилевича дали йому підстави першому серед краєзнавців Галичини висунути гіпотезу про оборонне значення Урицьких скель.

### 1850-ті— 1917рр.
У другій половині 19 століття краєзнавство почало розвиватися в напрямку фольклорно-етнографічних та економіко-статистичних досліджень народного побуту. Така діяльність з залученням багатьох краєзнавців-аматорів велася практично в усіх регіонах України. Звіти про дані дослідження частково публікувалися в різноманітних місцевих виданнях статистичних комітетів та губернських архівних комісій, а також у періодиці.

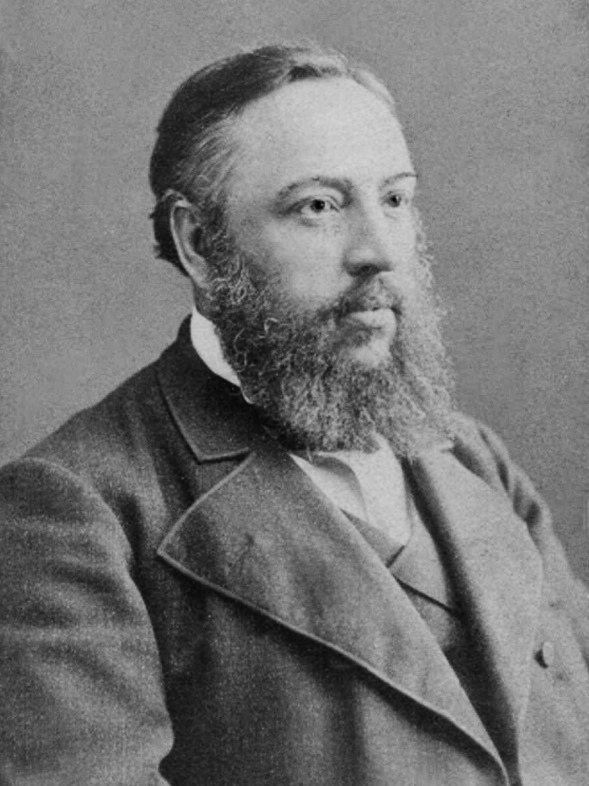
Павло Чубинський — керівник етнографічно-статистичної експедиції Географічного товариства до Південно-Західного краю, що дала поштовх для розвитку краєзнавства

Цей період розвитку краєзнавства розпочався важливою науковою подією — проведення етнографічно-статистичної експедиції Географічного товариства до Південно-Західного краю, тобто на всю територію Правобережної України. Керував експедицією автор тексту українського національного гімну «Ще не вмерла України», географ-краєзнавець Павло Чубинський. Під час цієї експедиції він відвідав 36 повітів Правобережної України. Експедиція зібрала 12 томів краєзнавчого матеріалу, через що їх обробка та друкування зайняло цілих 6 років і було завершено лише в 1878 році. Праці вийшли під загальною назвою «Труды этнографическо-статистической экспедиции в Западно-Русский Край». За цю унікальну працю Чубинського нагороджено золотою медаллю РГТ (1873 p.), премією Російської Академії наук (1879 р.), а також золотою медаллю виставки Міжнародного географічного конгресу в Парижі (1875 p.).
13 лютого 1873 року у Києві було відкрито Південно-західний відділ Російського географічного товариства. Його головою було обрано Григорія Ґалаґана, а керуючим справами — Чубинського. Цей відділ за 3 роки свого існування провів масштабну наукову програму з вивчення України: опублікували низку етнографічних програм, здійснили одноденний перепис населення Києва, видали два томи «Записок…», бібліографічний покажчик, присвячений природі Київщини, зібрали ряд пам'яток народної творчості. Активна діяльність науковців і громадськості викликала занепокоєння у російської влади, і 7 липня 1876 року Південно-Західний відділ було закрито. А Чубинського було заслано під нагляд поліції в Петербург. З того часу в діяльності Географічного товариства настала перерва до 1947 року, коли воно було знову відроджене.
Систематичні краєзнавчі дослідження також були розпочаті у цей період церковно-історичними товариствами в усіх регіонах України. Найбільш творчими на оригінальні краєзнавчі дослідження виявилися церковно-історичне та археологічне товариство Київської духовної академії, Подільське єпархіальне історико-археологічне товариство та Полтавський церковний історико-археологічний комітет.
З середини другої половини 19 століття у розвитку українського краєзнавства спостерігається певний занепад через репресії Російської імперії щодо української мови і культури. Тому провідним центром українознавства на цьому етапі стає Львів. У 1868 році серед університетської молоді Галичини зароджується ідея створення товариства «Просвіта», яке, за словами його організатора, посла Степана Качали, повинно буде «спомагати народню просвіту в напрямках моральнім, матеріальнім і політичнім, поширювати дешеві книжки історичного, а також і економічного змісту». 2 вересня 1868 року розпорядженням № 3491 Віденського міністерства освіти прийнято Статут, за яким було дозволено заснування Товариства. Головною своєю місією вони визначили поширення просвіти в українському народі, але крім того і не забуваючи про економічне його піднесенняя.

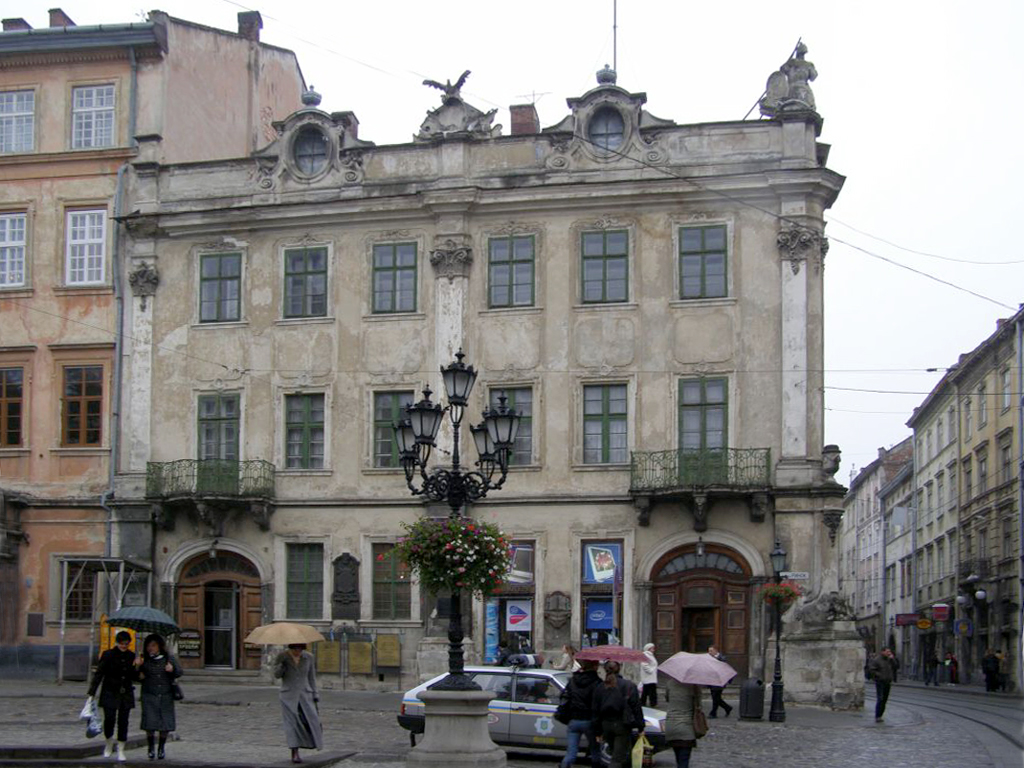
Палац Любомирських у Львові, в якому збиралися представники товариства «Просвіта»

Головою «Просвіти» став професор академічної гімназії Анатоль Вахнянин. Основою її діяльності стали філії і читальні. Перша читальня виникла у 1875 році в селі Бортники, біля Ходорова. А на початку 20 століття їх мережа вже поширилася на всю Галичину, Наддніпрянщину, Буковину, Закарпаття та інші етнічні регіони (Підляшшя, Холмщина й ін.). Самі читальні мали такий склад:
1. бібліотеки, де проводилися курси,
2. вишколи, де відбувалися лекції, вечорниці, вистави та інші культурно-освітні заходи,
3. крамниці,
4. позичкові та ощадні каси,
5. громадські сховища,
6. рільничо-господарські спілки та кооперативи.

З «Просвіти» вийшла велика кількість громадських організацій та установ, зокрема «Рідна школа», «Сільський господар», «Союз українок», «Українське лікарське товариство», «Зоря», «Пласт» тощо. У 1873 році було засноване «Наукове товариство імені Шевченка», яке друкувало наукову літературу, в основному про українську історію і письменство. У 1894 році професором історії Львівського університету став український історик Михайло Грушевський. Який з 1907 до 1914 року був головою НТШ, де разом з Іваном Франко створив у Львові Всеукраїнський культурний центр та заснував «Літературно-науковий вістник», де друкувалися найкращі українські письменники та вчені того періоду. Крім того за час головування він створив у Львові наукову школу істориків України, з якої вийшли такі видатні діячі як Степан Томашівський, Омелян Терлецький, Мирон Кордуба, Іван Крип'якевич, Іван Джиджора та ін.

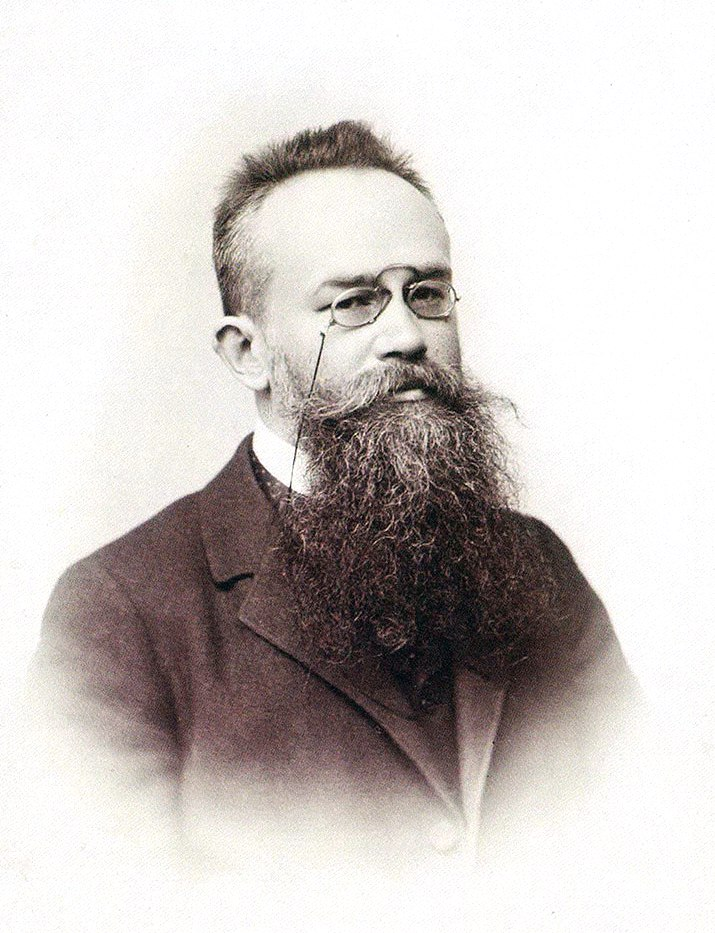
Михайло Грушевський — голова НТШ у 1907–1914 роках, який реорганізував його у справжню українську академію наук

Грушевський реорганізував НТШ у прототип української академії наук. Створив фонди, бібліотеки, музеї, об'єднав майже всіх провідних українських учених, літераторів, педагогів, видав серію видань під назвою «Українсько-руський архів», 38 томів «Етнографічного збірника», 20 томів «Матеріалів до української етнології», періодичні видання («Життє і слово», «Історичний вісник», «Літературні вісті», «Молодий українець», «Наше минуле», «Наша культура», «Читальня», «Український історик» та ін.), бібліографічні видання, серії книг («Руська писемність», «Просвітні листи», «Господарська бібліотека», «Загальна бібліотека», «Народна бібліотека», «Історична бібліотека», «Науково-популярна бібліотека»), рекламні та книготорговельні каталоги.
Крім того Грушевський був одним з організаторів Української Видавничої Спілки (1899 р.) і Товариства Прихильників української науки, літератури і штуки (1904 p.), організував публічні університетські курси у Львові. У 1898 р. вийшов його перший том його праці «Історія України-Руси», у 1904 — «Ілюстрована історія України» та «Історія української літератури» в 5-ти томах. Загальна кількість опублікованих ним праць перевищила 1800.
Велике значення у громадському житті населення Галичини відіграв журнал «Життє і слово» (1894–1897 pp.), редактором якого був видатний громадський діяч Іван Франко. Саме він був засновником у 1883 році Етнографічно-статистичного гуртка, що фактично виконував функції краєзнавчого товариства. Крім того Франко був співорганізатором багатьох студентських мандрівок, зокрема гірськими верхами та селами Бойківщини та Гуцульщини. Влітку 1884 року він став ініціатором мандрівки української студентської молоді в Карпати, що набула значення національно-просвітницької й політичної акції. У програму входило знайомство з історичними пам'ятками, життям народу, виступи з доповідями, концертами, дискусії тощо. Саме ця мандрівка започаткувала традицію щорічних культурно-просвітницьких подорожей української студентської молоді Галичиною. Результатом мандрівок були численні публікації фольклорних та етнографічних матеріалів, а також їх дослідження. Яких було надруковано понад 100, у тому числі «Найновіші напрями в народознавстві», «Галицьке краєзнавство», «Із наукових експедицій по краю», кореспонденція в газеті «Діло» та ін.
Крім Франка відомим краєзнавцем України другої половини 19 — початку 20 століття є його сучасник Степан Рудницький, який своїми науковими працями охопив не лише краєзнавство, а й проблеми суміжних наук — історії, астрофізики, геології, політології, етнографії тощо.
Наприкінці 19 століття започатковано проведення промислових та сільськогосподарських виставок. Зокрема в 1880 році в Коломиї була організована виставка домашнього промислу, яка мала комплексний краєзнавчий характер. Активізації краєзнавчого руху сприяли також і Тернопільська етнографічна виставка (1887 р.), Львівська крайова виставка (1896 р.), Стрийська хліборобська виставка (1909 p.) та ін.
Розвиток історичного краєзнавства на початку XX ст. тісно пов'язаний з іменем Івана Крип'якевича, учня Грушевського, який з 1905 по 1914 роки опублікував понад 20 праць, присвячених історії Галичини. Усього ж у творчій спадщині Крип'якевича близько 200 праць з історії цього краю. Найвідомішими його історико-краєзнавчими працями є «Матеріали до історії торгівлі Львова», «Львівська Русь в першій половині XVI століття», «Історія української культури», «Велика історія України», «Історія українського війська» та ін.
Крім нього великий внесок у краєзнавство початку 20 століття зробили провідні вчені того часу Микола Біляшівський, Богдан Ханенко, Данило Щербаківський, Дмитро Яворницький, Іван Манжура та митрополит Андрей Шептицький, який у березні 1905 року заснував Церковний музей, експозиція якого складалася із зібраних ним рукописів, стародруків, ікон, актів і церковних речей.
У Наддніпрянській Україні в цей період особливого розвитку набула етнографічна й антропологічна діяльність Федіра Вовка, який видав 455 друкарських праць з проблем етнографії, антропології, мистецтвознавства, фольклористики, і серед них перший узагальнюючий нарис «Етнографічні особливості українського народу».

### 1920-ті

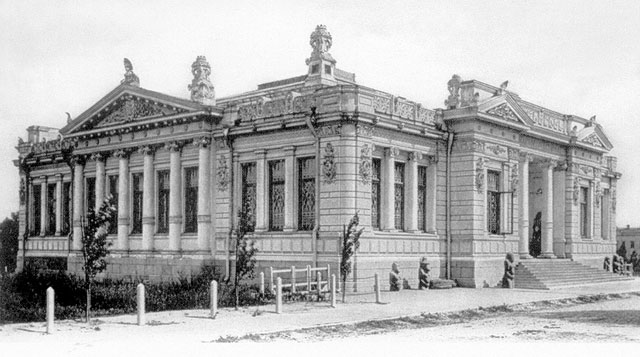
Дніпропетровський історичний музей (фото 1920-х років)

Період 20-х років став часом великого розвитку краєзнавства. Починають з'являтися товариства і гуртки з вивчення свого краю, які охоплюють широкі маси населення. Це було викликано політикою коренізації радянських республік новоутвореного СРСР. Автори праці «Десять років радянської науки», створеної до 10-річчя жовтневого перевороту, писали, що мета краєзнавства — створення таких форм взаємодії науки та праці, які б сприяли швидкому вивченню багатств країни та були головним чинником, що пов'язував би в єдине ціле робітників науки та фізичної праці.
20—40-ві роки 20 століття українські дослідники краєзнавства вважають «золотим періодом» у його розвитку. Розвиваючись в контексті національно-культурних процесів в Україні 20-х років, краєзнавство із заняття одинаків виросло до рівня виняткової державної справи. Саме в цей час закладалися методологічні і методичні основи краєзнавства як науки.
У розвиток зазначеної проблеми вагомий внесок зробили такі вчені як Дмитро Багалій, Микола Біляшівський, Михайло Грушевський, Степан Рудницький, Павло Тутковський, Олександр Яната та багато інших. Вони приділяли велику увагу саме краєзнавству, а також проводили велику громадсько-освітню роботу серед народу, будили національну свідомість, писали педагогічні праці, шкільні підручники й методичні посібники.
Краєзнавці активно долучались до охорони природи, адже правове поле того часу не розділяло пам'ятки природи і пам'ятки культури на окремі напрямки. По цій причині більшість кореспондентів Українського комітету охорони пам'яток природи були одночасно членами краєзнавчих гуртків та установ.
Уже за радянських часів від загального краєзнавства почало відокремлюватися історичне краєзнавство, яке містило в собі, археологію та власне історичні дослідження. Ще за часів громадянської війни з'являлися осередки з вивчення історії рідного краю, які значно розширилися в період відбудови зруйнованого господарства, а краєзнавці в ці роки зосередилися на зберіганні історико-культурної спадщини і запобіганню її розкраданню чи знищенню.

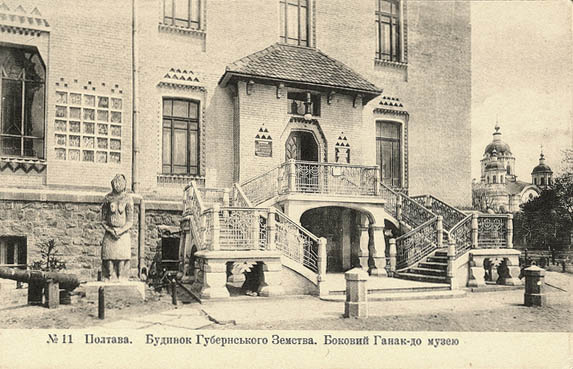
Полтавський краєзнавчий музей (фото поч. 20 століття)

Нове історичне краєзнавство відрізнялося незвичайною для дорадянських часів масовістю. На початку 1920-х років число краєзнавців-аматорів в СРСР становило більш ніж 150 тис. чоловік. Загалом, до дослідницької краєзнавчої роботи були залучені широкі верстви населення: фахівці з різних галузей знань, робітники, службовці, студентська та учнівська молодь. Характерною рисою розвитку краєзнавства було свідоме поєднання академічної науки з краєзнавчим рухом на місцях.
В Україні вже в перше десятиріччя радянської влади діяло близько 60 краєзнавчих установ. Низова мережа активно функціонувала на підприємствах, в навчальних закладах, музеях, будинках освіти, хатах-читальнях тощо. Велику роль у комплексній науковій діяльності відігравали і краєзнавчі комісії. Перша така комісія виникла у 1922 році при Академії наук, пізніше такі ж комісії були створені в Одесі та Харкові. Організаційним та координаційним центром у діяльності цих утворень з 1927 року став Український комітет краєзнавства, який налагодив тісні зв'язки з союзним Центральним бюро краєзнавства і краєзнавчими осередками республіки та відповідними структурами інших радянських республік та навіть з зарубіжними організаціями. Крім того, була створена розгалужена система кабінетів краєзнавства і постійно діючих семінарів, що працювали при бібліотеках та будинках освіти.
Важливу роль, завдяки своїм багатим колекціям та досвідом наукових досліджень, відігравали історико-краєзнавчі музеї, створені до революції, зокрема Дніпропетровський історичний музей та Полтавський краєзнавчий музей. В перші роки радянської влади ці музеї одержали нові надходження, серед яких численні речі з конфіскованих панських маєтків, установ, колишніх приватних колекцій дворян, а також храмів і церков. Крім того виникали й нові музеї. Так, у 1922 році на базі Воронцовського палацу в Одесі було створено новий Природничо-історичний музей, а у 1924 році в Юзівці з'явився музей Революції. За нових умов музеї повинні були відігравати роль науково-освітніх установ для найширшого масового користування.
Краєзнавчий характер мала і діяльність науково-дослідних кафедр історії та культури, які виникли в 1920-ті роки при Київському, Катеринославському, Харківському та Ніжинському інститутах народної освіти. Викладачі разом зі студентами активно займалися краєзнавчими дослідженнями.
Весною 1919 року при ВУАН була створена Комісія з укладання археологічної карти України.
Через те, що вивчення археологічних пам'яток було одним з найважливіших напрямків історичного краєзнавства того часу, то вже 1921 року на загальних зборах членів Всеукраїнської Академії наук було створено Археологічну комісію, яку 6 лютого 1922 року перетворено на Археологічний комітет при історико-філологічному відділенні ВУАН. На базі його 1924 року створено Всеукраїнський археологічний комітет (ВУАК)
Постала також важлива проблема, пов'язана з вивезенням за межі території України пам'яток культури музейних предметів та інших важливих матеріалів, пов'язаних з Україною, за роки першої світової та громадянської війн.
Серед історико-краєзнавчих досліджень велику кількість займали пам'ятники історії та культури. У 1919–1921 рр. працював Всеукраїнський комітет охорони пам'яток історії та старовини (ВУКОПМіС). До його роботи були залучені такі відомі вчені, як академіки Дмитро Багалій, Микола Макаренко, Микола Біляшівський, Олександр Федоровський та ін. На місцях до роботи підключалися наукові товариства по всій Україні. Значну роль у дослідженні та охороні пам'яток історії та культури відігравав Український комітет охорони пам'яток культури (УКОПК). До складу якого входили як науковці, так і представники Наркомату внутрішніх справ УРСР, які допомагали захисту пам'яток у випадку необхідності.
28-31 травня 1925 року була проведена І Всеукраїнська краєзнавча конференція, що підсумувала роботу та започаткувала облік краєзнавчих організацій, налагодження зв'язку між ними. Відбувалось розширення наукових досліджень: велика увага була зосереджена на діяльності музеїв і краєзнавчій роботі в УРСР. Це дало поштовх для утворення у травні 1925 року при Народному комісаріаті освіти Українського комітету краєзнавства. Першим головою якого став Матвій Яворський, а його заступником — Михайло Криворотченко. Український комітет краєзнавства відіграв головну роль у розвитку усіх галузей краєзнавства. Основною його метою було об'єднання і планове керування як науково-дослідною так і масовою краєзнавчою роботою УРСР.
Основними завданнями комітету були:

Академік Матвій Яворський — перший голова Українського комітету краєзнавства

- облік, систематизація і організація всієї краєзнавчої роботи, яка проводиться в УРСР;
- розробка планів та програм різних галузей краєзнавчої роботи;
- вивчення форм і методів краєзнавчої роботи;
- загальне керівництво роботою краєзнавчих організацій;
- утворення великої кількості нових краєзнавчих організацій;
- координація спільної діяльності з центральними науковими, господарськими, державними та громадськими установами і організаціями;
- участь у наукових і громадських з'їздах, які мають відношення до краєзнавчої роботи.

Через відсутність фінансування від Народного комісаріату освіти та науки УРСР у 1925 році із запланованої роботи була зроблена тільки частина. Але матеріальні проблеми не завадили Українському комітету краєзнавства працювати у звичному режимі. Вже у 1926 році, у звіті з проведеної роботи Комітет зазначав, що розробив і перевірив організаційну схему від шкільного гуртка до наукового товариства і науково-дослідної кафедри, здійснив облік краєзнавчих установ і організацій, провів міжокружну конференцію в Херсоні у справах підготовки вишами дослідників-краєзнавців, видруковав і розіслав анкету з обліку організацій і їх роботи, підготовив до друку «Вісті УКК», організував діяльність методичних комісій у Києві та Херсоні, виробив статут низових організацій та багато іншого.
Важливим етапом у роботі Комітету було створення та видання періодичного журналу «Краєзнавство», перший номер якого з'явився за допомогою видавництва «Пролетарій» (Харків) у квітні 1927 року, а останній датований 1930 роком. Він був створений для допомоги низовим краєзнавчим осередкам і окремим краєзнавцям в їх роботі, та для того щоб об'єднувати розпорошені організації та надавати плановості їхній роботі й вводити її в певне русло. З метою залучення більшої кількості читачів ціна журналу була доступною, а сам часопис видавався щомісяця на двох друкованих аркушах.
Загальність назви вказує на багатогранність тих питань, які були написані на сторінках часопису. Журнал було сплановано за такими розділами:
- «Загальний» — висвітлювалися теоретичні питання краєзнавства
- «Методика краєзнавчої роботи» — подавалися практичні поради з методики краєзнавчої роботи
- «Шкільне краєзнавство» — висвітлювалися проблеми й результати розвитку краєзнавства в освітніх закладах
- «Наш край» — друкувалися матеріали, що ілюстрували практичні досягнення в справі вивчення окремих районів України, був найбільшим розділом за кількістю матеріалів.
- «Життя краєзнавчих організацій» — містилися матеріали про життя й роботу краєзнавчих осередків, їхні здобутки і проблеми
- «Бібліографія» — подавалися анотовані списки краєзнавчої літератури, найменший за кількістю матеріалів розділ.
- «Керуючі матеріали» — друкувалися інструкційні листи, методичні рекомендації УКК краєзнавчим об'єднанням

Часопис мав науково-популярний статус видання, що було соціально орієнтовано на масового читача, якому відводилася роль суб'єкта інформаційної діяльності. Незважаючи на недостатнє матеріальне забезпечення журналу, значна кількість примірників розсилалася школам та краєзнавчим організаціям безкоштовно.
Крім цього у 1927 році було створено мережу кореспондентів Українського комітету краєзнавства. Метою її діяльності стало вивчення умов і перспектив розвитку краєзнавчої роботи в конкретних регіонах країни, створення низового краєзнавчого активу та поширення краєзнавчої роботи на всю територію УРСР

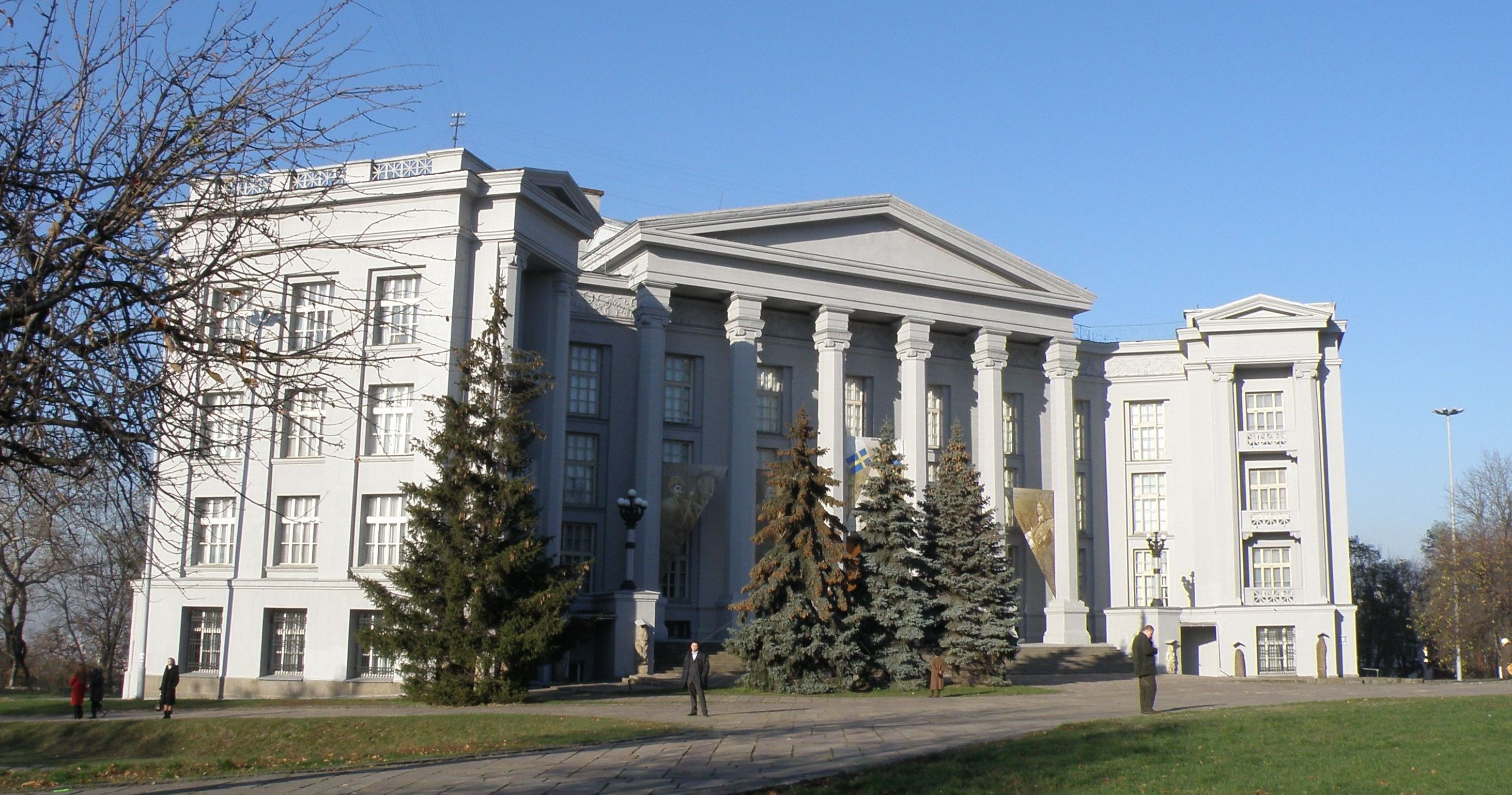
Національний музей історії України, в 1924–1934 рр. — Всеукраїнський історичний музей ім. Т. Шевченка

Кореспондентські пункти створювалися там, де краєзнавчі організації були недостатньо розвинуті, або взагалі не засновані. Обиралися кореспонденти Українським комітетом краєзнавства з числа осіб, які проявляли інтерес до краєзнавства. В основному це були вчителі, які активно бралися за краєзнавчу роботу. В їх обов'язки входило періодичне інформування Українського комітету краєзнавства про стан краєзнавства в своєму районі, про окремі моменти у житті району, цікаві у краєзнавчому сенсі, висвітлення характерних особливостей свого району, що потребують уваги або детального вивчення. Зв'язок між організацією і кореспондентами відбувався через журнал «Краєзнавство» та інформаційне й інструктивне листування.
Матвій Іванович брав активну участь у створенні Українського товариства істориків-марксистів, був членом Харківського наукового товариства, керівником кафедри історії української культури в інституті марксизму, одним із представників делегації української історичної науки за кордоном.
З другої половини 1929 року наукова та громадська діяльність більшості краєзнавців починає переслідуватися владою. Завдання краєзнавцям починає формулюватися «згори». Постанова Раднаркому від 30.03.1931 зазначала, що в основу діяльності краєзнавчих організацій треба покласти «вивчення продуктивних сил і природних багатств країни, розвідування додаткових місцевих ресурсів, що можуть бути використані в інтересах розвитку соціалістичного будівництва і прискорення культурного зростання країни, вивчення, зокрема, питань піднесення врожайності, впровадження нових культур, виявлення нових предметів експорту». Вивчення регіонів потрібно було проводити з промисловим ухилом, а статистико-економічні роботи мали бути основою краєзнавчої роботи. Основна увага приходилась на вивчення революційного руху та класової боротьби на місцях, досвід найкращих робітників та боротьбу з релігійними та побутовими пережитками. При цьому об'єктивність і неупередженість самих досліджень була дуже сумнівною. Ці всі фактори завдавали шкоди природному розвитку краєзнавства, оскільки підхід нерідко вимагав нехтувати тими деталями, які безпосередньо не стосувалися соціально-економічних процесів чи революційної боротьби.
Через це почали формуватися два табори краєзнавців: з одного боку, історики-марксисти та аматори, що оволодівали основами історичних знань за новою методологією, а з іншого — наукова інтелігенція. Другий табір вважався «антисоціалістичним» і «шкідницьким», через що постійно переслідувався радянською владою. Гостро стояло питання щодо тем досліджень. Воно широко обговорювалося на конференціях, у краєзнавчих об'єднаннях і періодиці.
Місце, яке радянська історія відвела робітничому класу, призвело до необхідності вивчення історії міст та навіть окремих підприємств. Головними його напрямками стали:
- історія виникнення і розвитку;
- значення у загальному процесі заселення та освоєння краю;
- місце в регіональному розвитку.

Окремо вивчалася динаміка населення міст, соціальний склад, становище міських верств. Така масштабна робота потребувала широкого залучення нових кадрів. Для цього використовували навіть робітників фабрик та службовців.

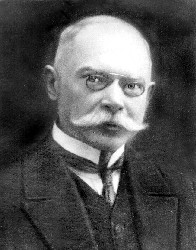
Академік Микола Біляшівський — один із засновників та дійсний член Української Академії Наук (з 1919 року); член НТШ у Львові та Всеукраїнського археологічного комітету

Значні труднощі викликало вивчення села, оскільки до цього вивчалися лише етнографічні матеріали, а тепер потрібно була знаходити нові процеси, пов'язані з соціалістичною кооперацією та колективізацією. Історія промислових підприємств вивчалася ретельніше. Згідно з рішенням ЦК ВКП(б) було розпочато роботу з видання збірників «Історія заводів». Творчі бригади знаходилися під жорстким наглядом партійних органів. Та все ж в 1931–1932 роках почалися написання історії Дніпропетровського та Донецького металургійних заводів, ДніпроГЕСу,
Харківського паровозобудівного заводу та ін.
Актуальними були і дослідження історії революційної боротьби в певних регіонах, в основному сільських, бо попередні етнографічні дослідження не задовольняли нові вимоги, оскільки політичною необхідністю було визначити процеси соціалістичної кооперації. Тому вже з кінця 1920-х років з'являються перші матеріали з історії окремих колективних господарств, де описується ліквідація соціально-класового розшарування і повністю замовчуються методи примусової колективізації та утиски інтересів селян.
Організація краєзнавчих досліджень цього періоду мала суттєві недоліки. Серйозно відчувався брак нових наукових кадрів, особливо в регіонах, оскільки старше покоління поступово відходило від роботи, а молодих, які б прийшли на їх місце, не було досить довго. Це призвело до того, що дослідженнями в Україні стали займатися дослідники з інших радянських республік, причому навіть не узгоджуючи свої дії з українськими організаціями. Внаслідок цього частина досліджень не потрапляли у поле зору українських науковців і залишалися невідомими широким колам населення. Крім того, був помітний цілковитий брак грошових дотацій. Крайові музеї зі значним науковим потенціалом (Полтавський, Катеринославський та ін.) взагалі не мали грошей на дослідження, а такі найбільші музеї як Чернігівський і Київський проводили лише не більше кількох експедиційних виїздів на рік.
Широко поставало питання відсутності спеціальної літератури. Виходило мало періодики, нова монографічна література лише починала з'являтися, оскільки більшість з них видавалися відомими вченими на іноземних мовах за кордоном, а в СРСР були відомі лише в неповних та недосконалих перекладах. Досвід досліджень накопичувався потроху, повільно. Робота на місцях була організована ще слабко та епізодично.
Попри ці проблеми, саме перше десятиріччя радянської влади було найпліднішим у розвитку краєзнавства. Розгорталася музейна справа та проводилися регіональні наукові конференції та збори.

## Український комітет краєзнавства і охорона природи
На сторінках часопису «Краєзнавство», що видавався УКК протягом 1927—1930 років, знаходимо природоохоронні публікації як активістів УКК так і членів УКОПП. Наприклад природоохоронними за своїм змістом є статті краєзнавців І.Зайцева, С.Тисаревського, Я. Якуші, С.Постриганя (закликав краєзнавців до масштабного збору гербаріїв і назвав ботаніку «першим завданням краєзнавця») . Саме на сторінках «Краєзнавства» опублікував статтю «Рослинність цілинних степів України» в якій вперше опублікував карту степових заповідників (перша опублікована карта українських заповідників в принципі) — як існуючих так і проектованих.
Також Є.Лавренко спільно з Погребняком опублікували у «Краєзнавстві» єдину на той час статтю про лісові пам'ятки природи. Стаття дає загальні уявлення про те, чому необхідно охороняти ліси, описує 47 найбільш цікавих ділянок лісу, що на думку УКОПП потребують першочергового заповідання та подає їх карту.
В обох статтях відомості про цілини та цікаві лісові ділянки Є.Лавренко просить читачів часопису надсилати на адресу УКОПП. «У справі охорони лісів, як і взагалі в справі охорони природи, велика нива роботи для краєзнавців. Головні завдання: вишукування нових лісових пам'яток природи, вивчення вже відомих та нових лісових пам'яток, наглядання за охороною і т.ін. Місцеві краєзнавці, лісоводи, вчителі повинні бути головними застрільщиками в цій справі на місцях».
Також про діяльність УКОПП згадував у своїй статті кореспондент УКОПП, лектор Корсунського педтехнікуму Ондрій Фещенко.
Нерідко краєзнавці добивались створення деяких заповідних територій. Так, Маріупольський краєзнавчий музей добився створення заповідників «Хомутовський степ», «Кам'яні могили» та «Білосарайська коса», Полтавський — заповідника «Парасоцький ліс». Заповідники взяті під опіку самими музеями.
Завдяки ініціативі М.Гавриленка і В.Ніколаєва, Полтавський краєзнавчий музей у 1920-х роках став одним з найактивніших суб'єктів практичної природоохоронної роботи. Серед іншого, саме цим музеєм видані три з дев'яти книжок, присвячених охороні природи, що видавались в Україні в період з 1900 по 1930 рік.
Найбільш важливою є книжка Г.Бризгаліна «Охорона пам'яток природи на Україні», видана 1919 року. На свій час, видання узагальнило найбільшу кількість пропозицій щодо пам'яток природи, що потребують охорони в усіх губерніях крім Чернігівської. В тому числі, щодо Київської губернії відомості підготовлені М.Шарлеманем та включені у книгу як окремий додаток. Книжка наголошує на патріотичних аргументах щодо потреби охорони природи та створення заповідників і національних парків. Тут знаходимо цитати М.Гоголя, А.Толстого, численні відсилки до історико-патріотичних почуттів: «Національні парки повинні бути близькі кожному громадянину, тому що вони торкаються широких національних інтересів, оберігаючи пам'ятки його національної історії, роблячи останню більш живою, яскравою, дотиковою».
1928 року музей видав брошуру М.Гавриленка «Охороняймо природу» (1928), в якій подана історія заповідної справи на Полтавщині та пропозиції подальшого заповідання (окремі квартали Карлівського бору, плавні Орелі: Шведів Лиман, Шагарове, Озмії; озера біля Ряського, Колпаківський та Займанівський лимани, Велико-Бачанські озера та оз. Сапетне; сфагнові болота біля с. Коржі на Переяславщині, та болота по Артополоту, Трубежу, Удаю, Переводу, Супою, Оржиці та в інших місцях). Крім того, Гавриленко пропонував охороняти окремі види тварин, список яких також наведено у книзі. Серед них зазначаються всі види сов, орлів, великих соколів, навколо водні птахи та тварини степового комплексу. «Здається нам, що питання охорони природи мусить зайняти й надалі першорядне значення в державному законодавстві й держава повинна вжити всіх заходів, щоб в інтересах науки, а разом з тим, і на користь людності було збережено яко мога більше шматків не зіпсованої первісної природи. Їх треба зберігти за всяку ціну…».

### 1930-ті— 1940-ві рр.

Степан Рудницький

На 1 січня 1929 року в Україні налічувалося 51 товариство та 658 гуртків у 32 округах республіки. І з цього ж року розпочалося репресивне нищення краєзнавчого руху: припинив діяльність Український комітет краєзнавства та його орган — журнал «Краєзнавство», були ліквідовані окружні бюро та первинні осередки краєзнавства, згорнули історико-краєзнавчі дослідження наукові та освітні структури. Краєзнавство, як вид науково-громадської діяльності, у силу різних причин затухало, але процес тривав і в своєму розвитку, на думку B.C. Прокопчука, пройшов кілька відмінних один від одного етапів:
1. Перший — 1929–1933 pp. — період різкого спаду масовості краєзнавчого руху, згортання діяльності краєзнавчих структур, у тому числі й Українського комітету краєзнавства, в умовах репресій, адміністративних реорганізацій, голодомору 1932—1933 pp.
2. Другий — 1933–1941 pp. — час занепаду масового краєзнавчого руху, переміщення центру історико-регіонального дослідництва в історико-краєзнавчі музеї, редакційні групи з написанню історії фабрик, заводів, колгоспів, ідеологічної переорієнтації.
3. Третій — 1942–1945 pp. — період пожвавлення історико-краєзнавчого пошуку, намагання використати джерела минулого з метою героїко-патріотичного виховання народу, мобілізації на відсіч ворогу, допомоги держави у відбудові закладів освіти, культури, активізації пам'яткоохоронної, музейної, бібліотечної справи.
4. Четвертий — 1946–1953 pp. — час контрнаступу партійно-державних структур, ідеологічного тиску, контролю і диктату в галузі історії, краєзнавства, літератури і мистецтва, звуження проблематики дослідництва до питань героїзму, увічнення подій і героїв німецько-радянської війни.

З початком сталінських репресій більшість українських краєзнавців була безпідставно звинувачена у буржуазному націоналізмі й страчена або засуджена. Так, 3 листопада 1937 р. за вироком «трійки ГПУ» був розстріляний фундатор української географії і географічного краєзнавства Степан Рудницький, а за період 1930–1940-их років були знищені майже всі краєзнавці.
У роки Другої світової війни краєзнавчий рух на українських теренах був фактично припинений, провадилась вона лише в Галичині. Там вийшов ряд краєзнавчих книг, у тому числі: «Історія Холмщини і Підляшшя», «Минуле і сучасне» Мирона Кордуби, «Сучасний Львів» Олени Степанів та ін. Чимало краєзнавчих матеріалів було опубліковано в журналі «Дорога», на шпальтах газет «Наші дні» та «Рідна Земля».
По завершенню Другої світової війни Галичина остаточно увійшла до складу Української РСР і Академія наук України виступила ініціатором відродження краєзнавчого руху. У 1947 році в Києві було створено Український філіал Всесоюзного географічного товариства, а також його відділення в інших містах: Чернівці (1945 p.), Крим (1945 p.), Харків (1946 p.), Львів (1947 p.) та ін.

### 1950-ті— 1980-ті рр.
У другій половині XX ст. значно пожвавилися краєзнавчі дослідження. Велика заслуга у цьому належить академіку Максиму Рильському та члену-кореспонденту Костю Гуслистому, які своїми теоретичними працями та практичною діяльністю сприяли відновленню краєзнавчих досліджень в Україні.

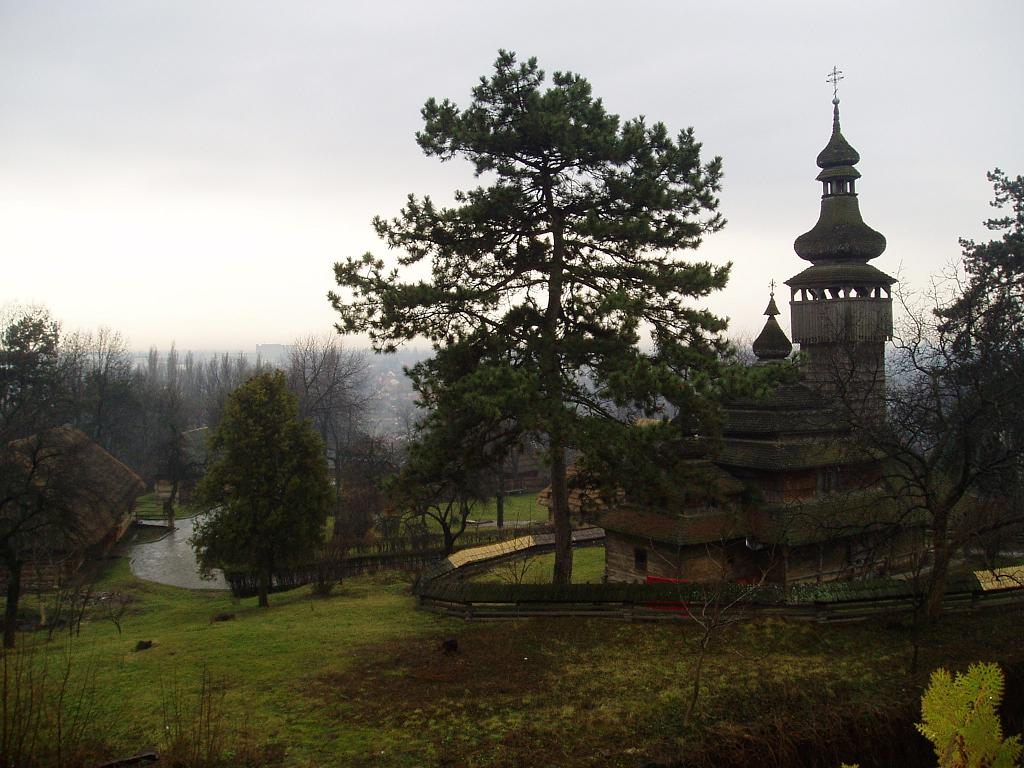
Закарпатський музей народної архітектури та побуту

Основними науковими краєзнавчими осередками у республіці стали Відділ етнографії Інституту мистецтвознавства, фольклору та етнографії в Києві та Відділ етнографії Музею етнографії та художнього промислу АН УРСР у Львові (нині Львівський філіал Інституту мистецтвознавства, фольклору та етнографії імені М. Т. Рильського НАН України).
Почали проводитися численні краєзнавчі експедиції, під час яких збирався значний фактичний матеріал та удосконалювалася методика краєзнавчих досліджень. Значне місце у дослідженнях українських краєзнавців-етнографів у цей період посідають питання теорії та історії етнографічної науки. Однією з найважливіших проблем, яка завжди була у центрі уваги науковців став етноґенез народів.
3 початку 1960-х pp. спостерігається помітне піднесення краєзнавчого руху, зокрема музейного будівництва. Так, саме тоді було утворено ряд історико-етнографічних музеїв просто неба, так званих скансенів, які вважаються найбільш раціональною і дієвою формою комплексного показу явищ народної архітектури, побуту, знарядь праці в їх природному оточенні. Такі музеї почали діяти в Переяславі (Музей народної архітектури та побуту Середньої Наддніпрянщини), Ужгороді (Закарпатський музей народної архітектури та побуту), Львові («Шевченківський гай»), Чернівцях та Києві (Музей народної архітектури та побуту України).
У 1966 році в Шевченківському гаї був створений Музей етнографії та художнього промислу, в якому на наш час на площі 50 га експонується 124 архітектурні об'єкти в 10 експозиційних відділах. На території Музею організовуються виступи самодіяльних фольклорно-етнографічних ансамблів, проводяться традиційні етнографічні свята.

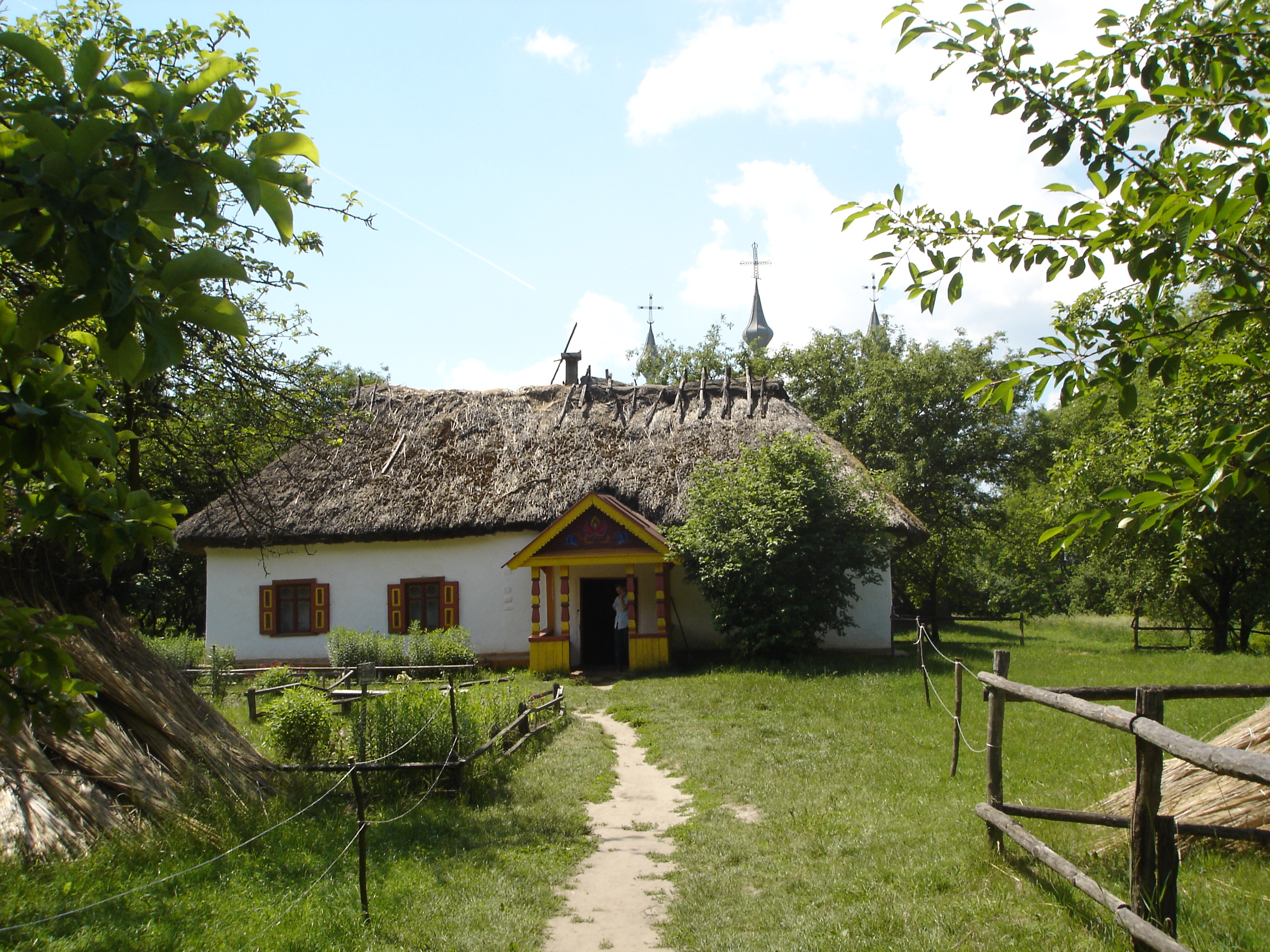
Музей народної архітектури та побуту Середньої Наддніпрянщини

Крім того, в цей період відбувається процес диференціації наукового краєзнавства: особливої уваги стало набирати історичне краєзнавство. Зростає інтерес до історії міст і сіл, до охорони пам'яток історії та культури, створюється мережа громадських історико-краєзнавчих музеїв. Численна когорта талановитих українських науковців, працівників культури й освіти, краєзнавців-аматорів була залучена до написання фундаментальної «Історії міст і сіл Української РСР» у 26 томах. Так, у написанні й підготовці до видання тому «Львівська область» взяло участь близько 800 осіб. Вихід цієї праці став історичною подією для України — жодна з 13 інших союзних республік СРСР не могла на цей час так відкрито й гучно заявити про свою історично-територіальну внутрішньонаціональну єдність.
Широкий резонанс цієї праці призвів до того, що у 1979 році рішенням Президії АН УРСР було створено її новий підрозділ — відділ історико-краєзнавчих досліджень, який очолив академік П. Т. Тронько.
Але поряд із цим, на перешкоді повноцінному розвитку краєзнавства стояли формалізм, заорганізованість, класово-партійний підхід, командні методи управління культурою, наукою і освітою, підміна справжньої творчості і самодіяльності мас їх імітацією.
Координації краєзнавчих досліджень значною мірою сприяло проведення протягом 1980-х років чотирьох Всеукраїнських краєзнавчих конференцій у Полтаві, Вінниці, Чернігові і Миколаєві, а також Першої Всесоюзної краєзнавчої конференції з історичного краєзнавства, яка відбулася в Полтаві. На основі їх практичних рекомендацій були розроблені комплексні плани краєзнавчих досліджень, для реалізації яких потрібно було об'єднати всі краєзнавчі сили України.
Інтитутом історії України АН у цей період виконано значну роботу з узагальнення теорії, методології й фактологічного матеріалу національних краєзнавчих досліджень, результатом якої став вихід у світ двох фундаментальних краєзнавчих праць: «Памятники истории и культуры Украинской УССР» (Київ, 1987) та «Історичне краєзнавство в Українській РСР»" (Київ, 1989).

### 1990-ті рр.
Після здобуття Україною державної незалежності краєзнавча робота в державі активізувалася. У березні 1990 року відбулося народження Всеукраїнської спілки краєзнавців, яка стала на чолі краєзнавчого руху. Координуючу роль у становленні організаційних структур географічного краєзнавства в державі взяли на себе Інститут географії НАН України, Інститут туризму, Академія педагогічних наук України (АПНУ), краєзнавча комісія Українського географічного товариства, Географічна комісія Наукового товариства Шевченка у Львові, провідні державні університети (згодом національні), державні педагогічні інститути, обласні регіональні осередки УГТ, природничі музеї, Асоціація вчителів географії України. Характерна риса пострадянського періоду розвитку краєзнавства — повернення до його історичних витоків, відродження краєзнавчої спадщини, реабілітація імен, знищених тоталітарним режимом та висвітлення маловідомих сторінок злочинів комунізму проти українського народу. Знаковими науковими працями цього періоду стали книги серії «Реабілітовані історією», праці «Репресоване краєзнавство» (Київ, 1992), «Репресоване відродження» (Київ, 1993), монографії Р. В. Маньківської «Музейництво в Україні» (Київ, 2000), Л. В. Баженова «Історичне краєзнавство Правобережної України у XIX — на початку XX ст. Становлення. Історіографія. Бібліографія» (Хмельницький, 1995), Я. Серкіза «Історичне краєзнавство» (Львів, 1995) та низка праць академіка П. Т. Тронька.

## Сучасне краєзнавство

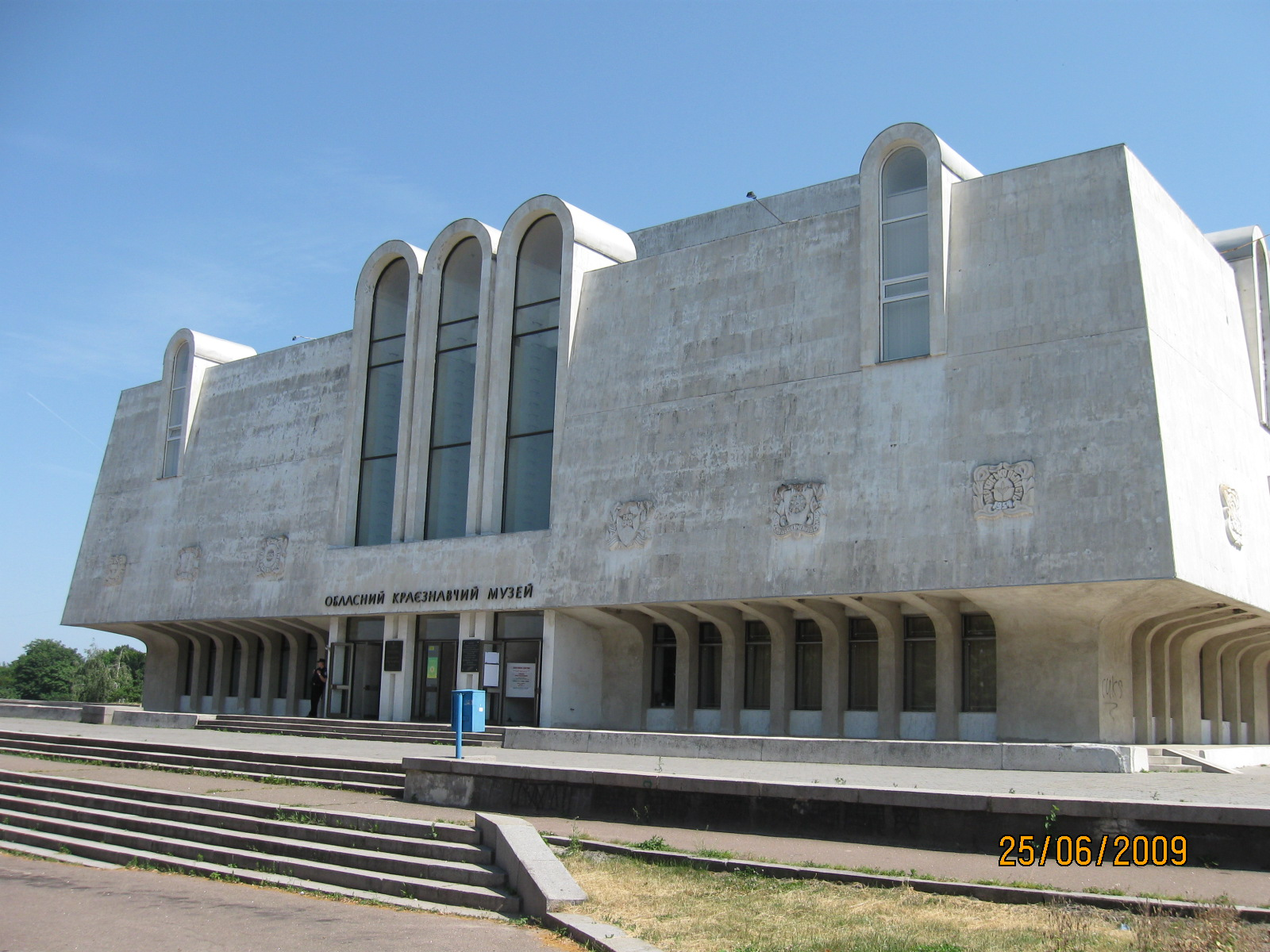
Черкаський обласний краєзнавчий музей

У теперішній час в Україні значну роботу з вивчення і пропагування історії рідного краю здійснюють краєзнавчі та історичні музеї. Сьогодні в Україні нараховується 223 краєзнавчі музеї та 82 історичні музеї. Музеї здійснюють активну виставкову діяльність, представляючи численні пам'ятки з історії свого краю, проводять археологічні експедиційно-пошукові роботи на території цього регіону. Хоча історико-краєзнавчі музеї мають ряд проблем, що заважає їм на належному рівні здійснювати свої функції. Основні з них — недостатнє фінансове забезпечення, недостатність експозиційних площ, відсутність надійної системи обліку і зберігання історичних пам'яток, неналежний рівень охорони, недостатній рівень кадрового й інформаційного забезпечення та ін.
Див. тж.: Історико-краєзнавчі музеї України.
Внесок у дослідження та розвиток історичного краєзнавства також вносять бібліотеки, що представляють значну кількість краєзнавчої літератури. Крім того, частина бібліотек представляють краєзнавчі матеріали в Інтернеті. Серед основних краєзнавчих ресурсів, представлених на бібліотечних сайтах України є електронні краєзнавчі каталоги, путівники, довідники, тексти з історії краю, матеріали наукових і науково-практичних конференцій з історико-краєзнавчої тематики, посилання на інформацію про край в Інтернеті та ін. Також на сайті Донецької обласної бібліотеки для дітей ім. М. С. Кірова («Край, де ти живеш»), сайті Черкаської обласної бібліотеки для дітей («Мій рідний край — Черкащина»), сайтах Краматорської центральної міської бібліотеки для дітей ім. О. С. Пушкіна («Твоє місто»), Луганської дитячої бібліотеки «Краєзнавчий хронограф» та інших бібліотек висвітлюється історія відповідних регіонів. Значним внеском у розвиток історичного краєзнавства стало проведення Всеукраїнського конкурсу «Моя мала Батьківщина», організованого Національною бібліотекою України для дітей.

Українське товариство охорони пам'яток історії та культури — одне з найбільших товариств України з залучення широких верств населення до активної участі у виявленні, вивченні, збереженні та популяризації пам'ятників історії та культури

Значний вклад у розвиток історичного краєзнавства також вносять громадські організації, зокрема Національна спілка краєзнавців України, Українське товариство охорони пам'яток історії та культури, Український фонд культури, Фонд імені Олеся Гончара та інші. За ініціативи Національної спілки краєзнавців України, разом з Міністерством культури і туризму України було розроблено і підготовлено до затвердження проект Програми розвитку краєзнавства на 2000—2010 роки. Спільно з Інститутом історії України НАН України й іншими зацікавленими інституціями було проведено низку всеукраїнських наукових конференцій: «Історичне краєзнавство і культура», «Історичне краєзнавство на межі тисячоліть: досвід, проблеми, перспективи», «Історія міст і сіл України в контексті регіональних досліджень» та інші. Представники спілки забезпечують реалізацію програми «Реабілітовані історією» (в цей час видано 60 томів), видання «Зводу пам'яток історії та культури України» та іншої краєзнавчої літератури. Проте видання багатотомної «Історії міст і сіл України» на сьогоднішній момент не здійснюється у зв'язку з відсутністю державного фінансування. Це видання наразі є досить важливим завданням у контексті розвитку історичного краєзнавства, оскільки це дасть можливість багатьом поглибити свої знання про історію рідного краю. Крім того дане видання буде дуже привабливим для вітчизняних та іноземних туристів, поглиблюватиме зв'язки між різними регіонами та сприятиме створенню позитивного іміджу України у світі, як країни з багатою культурною спадщиною та глибоким історичним корінням. Проте більшу частину заходів та видання краєзнавчої літератури Національна спілка краєзнавців України здійснює практично за власний рахунок чи кошти спонсорів через неналежний рівень державного фінансування. Крім того спілка досі ще не має власних приміщень.
Ефективним шляхом формування історичної пам'яті є популяризація історичного краєзнавства через ЗМІ. Серед найвідоміших видань можна відзначити журнал «Краєзнавство», який зараз через відсутність стабільної матеріальної бази виходить нерегулярно, але натомість значно збільшив свій обсяг, вміщуючи ґрунтовні дослідження з усіх напрямів краєзнавства. Слід відзначити й певні періодичні регіональні видання: Брідщина, Погорина, Галицька брама, «Краєзнавець Черкащини», «Сіверянський літопис» (Чернігів), «Джерело» (Тернопіль), «Дивокрай» (Хмельницький), «Січеславщина» (Дніпро) та ін. Але в зв'язку з недостатністю державного фінансування цих видань частина з них знаходиться на грані виживання.
На жаль, краєзнавчі проблеми недостатньо висвітлюються в загальноукраїнських ЗМІ, тільки поодинокі газети (зокрема «День», «Дзеркало тижня», «Слово Просвіти» «Культура і життя», «Літературна Україна», та ін.) на постійній основі друкують краєзнавчі матеріали. Слід відзначити спеціалізований радіожурнал «Рідний край», який розповідає про історію та традиції різних областей країни.
Незначна кількість матеріалів з історії різних регіонів транслюється на всеукраїнських каналах телебачення (зокрема на каналі УТ-1 час від часу створюються передачі краєзнавчого спрямування). Завдання створення суспільного телебачення, де можна було б створити цикл історико-краєзнавчих передач, досі не вирішено.
Із 2017 року за ініціативи Національної спілки краєзнавців України започатковано святкування 28 травня Всеукраїнського дня краєзнавства. Цього дня, у 1925 році в місті Харкові розпочалася І Всеукраїнська конференція з краєзнавства під час роботи якої було створено Український комітет краєзнавства, що стало датою інституціоналізації українського краєзнавчого руху.

## Законодавча підтримка
На державному рівні за часів незалежності України вироблено низку системних заходів щодо розвитку історичного краєзнавства. У 2001 році було видано Указ Президента України «Про заходи щодо підтримки краєзнавчого руху в Україні». Для виконання Указу урядом була затверджена «Програма розвитку краєзнавства на період до 2010 року». Метою даної Програми була активізація наукової діяльності, спрямованої на розвиток краєзнавства, залучення широкої громадськості до національної, культурної спадщини, здійснення науково-організаційних і видавничих заходів. Координація краєзнавчої роботи була покладена на Національну академію наук. З метою координації наукових досліджень Президія НАН України створила міжвідомчу координаційну раду з питань краєзнавства. Відповідні програми місцевого значення були затверджені на обласних та районних рівнях. Забезпечуючи виконання Програми розвитку краєзнавства Міністерство у справах сім'ї, молоді та спорту також реалізує ряд краєзнавчих заходів, спрямованих на залучення української молоді до збереження пам'яток культури, знайомства її з визначними історичними місцями різних регіонів України. Зокрема влітку 2008 року була проведена Всеукраїнська акція молодіжних трудових загонів «Збережемо й відродимо культурну спадщину України». У рамках цієї акції були впорядковані Музей народної архітектури та побуту в селі Пирогові, історико-культурний комплекс «Запорізька Січ» на острові Хортиці, Луцький замок, музей народної архітектури під відкритим небом в с.Рокині та інші історичні і культурні пам'ятки.

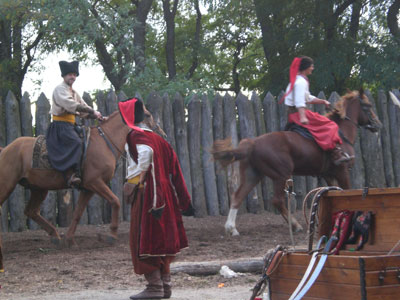
Історико-культурний комплекс «Запорізька Січ» — найкращий історико-краєзнавчий комплекс Запорізького регіону часів козаччини

Для реалізації завдань розвитку історичного краєзнавства, а також інтеграції цього напряму у політику ідентичності, відбулося включення історичного краєзнавства до загальнонаціональних програм культурної політики. Для цього Президент України видав Указ № 6/ 2009 від 12.01.2009 р. «Про деякі невідкладні заходи щодо підтримки культури і духовності в Україні», в якому наголошується необхідность підтримки регіональних культурних ініціатив, про відзначення ювілеїв, важливих пам'ятних дат. Це пов'язано з поглибленим вивченням і популяризацією історії тих регіонів України, де народилися чи проживали відомі діячі. Зокрема відповідно до Указу Президента України «Про відзначення 60-річчя Національного музею Тараса Шевченка» були проведені науково-пошукові, експедиційні та екскурсійні роботи за маршрутами Шевченкових подорожей Україною 1843–1845, 1846, 1847 років. А відповідно до Указу Президента України «Про відзначення 200-річчя від дня народження Миколи Васильовича Гоголя» були встановлені пам'ятні знаки, присвячені життю та діяльності М. В. Гоголя, а також персонажам його творів.
На підтримку краєзнавства Кабінетом міністрів України була затверджена Міжгалузева програма «Пізнай свою країну» на 2007–2012 роки. Серед основних завдань програми є залучення дітей і молоді до активної діяльності з вивчення історії рідного краю та довкілля, географічних, етнографічних, історичних об'єктів і явищ соціального життя, проведення краєзнавчих наукових досліджень. Основними розпорядниками даної програми є Міністерство освіти і науки, Міністерство культури і туризму, Міністерство у справах молоді та спорту, Національна академія наук. Крім цього дані органи влади здійснюють реалізацію заходів для забезпечення виконання Програми розвитку краєзнавства. Зокрема, Міністерством освіти і науки України і Академією педагогічних наук проводиться робота з розробки науково-методичного забезпечення викладання краєзнавства у ВНЗ, професійно-технічних та загальноосвітніх навчальних закладів. Відбувається відкриття кафедр краєзнавства у вишах, здійснюється написання програм та навчальних посібників з курсу «Краєзнавство», «Історичне краєзнавство».

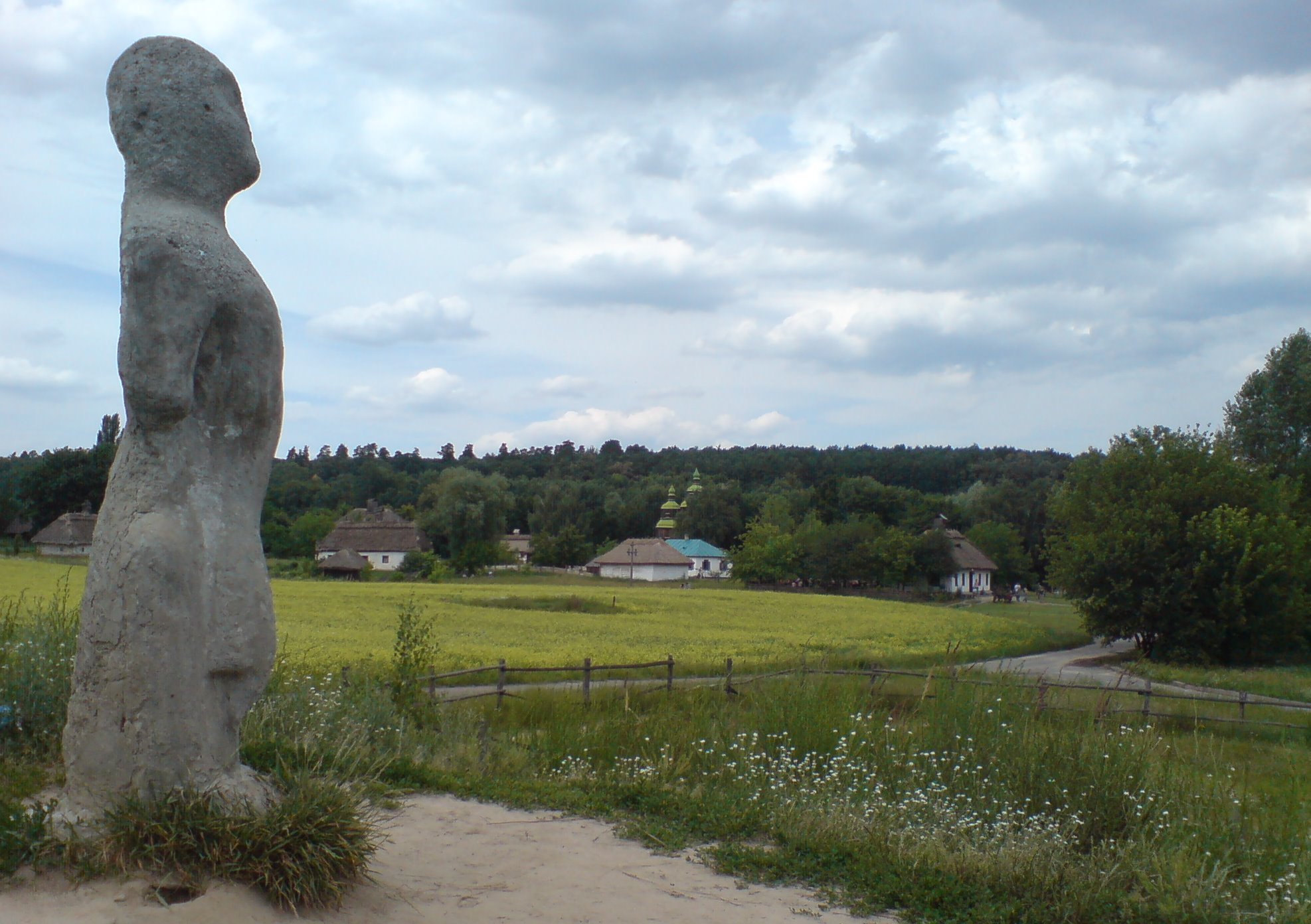
Музей народної архітектури та побуту України у Пироговому — один з найкращих краєзнавчих музеїв України

Для забезпечення історико-краєзнавчої роботи у Міністерстві освіти і науки була створена Всеукраїнська координаційно-методична рада з питань розвитку дитячо-юнацького туризму, краєзнавства й екскурсій головними завданнями якої є реалізація державної політики в галузі освіти засобами туризму, краєзнавства й екскурсій, організації науково-методичного, програмного та інформаційного забезпечення навчальних закладів з туристично-краєзнавчого напряму позашкільної освіти. Під керівництвом цієї ради розроблені програма і методичні рекомендації проведення факультативних занять з краєзнавства у школах, що включають в себе різноманітні форми і методи навчання. Серед них визначальними є:
- методичні схеми і рекомендації вивчення краєзнавчих об'єктів
- екскурсії до краєзнавчого музею, практикуми в місцевому архіві
- тематичні походи та експедиції, конференції з історії краю
- організація книжкових тематичних виставок і занять з бібліографії краю та ін.

В процесі виконання цієї роботи з учнями проводяться факультативні заняття на тему: «Історія села (міста) — історія нашої Батьківщини», «Роль і місце вивчення історії села(міста) в нашому житті», «Історія села (міста) в народних піснях, переказах, легендах, віршах, оповіданнях». Факультативні краєзнавчі заняття проводяться не у всіх школах, оскільки не існує відповідного наказу міністерства про закріплення його як основного курсу середньої школи.
Значну кількість заходів історико-краєзнавчого спрямування проводить Український державний центр туризму і краєзнавства учнівської молоді Міністерства освіти і науки України. За сприяння даного Центру був створений Рух за збереження і примноження звичаїв, традицій і обрядів українського народу «Моя земля — земля моїх батьків», Всеукраїнська туристсько-краєзнавча експедиція «Краса і біль України». 104 центри туризму і краєзнавства учнівської молоді України залучають дітей та юнацтво до вивчення історичної, культурної та природної спадщини в регіонах.
Крім того Міністерством освіти і науки проводиться значна робота з ознайомлення учнів та студентів з визначними історичними місцями України, що сприяє формування історичної пам'яті молоді. Відповідно до Наказу Міністерства освіти і науки України № 286 від 06.04.2007 р Про поліпшення туристично-краєзнавчої роботи у навчальних закладах, які перебувають у сфері управління Міністерства освіти і науки України. була розроблена програма проведення комплексних навчально-тематичних екскурсій з учнівською та студентською молоддю «Моя країна — Україна» (з відвідуванням визначних краєзнавчих та історичних об'єктів). Зокрема відповідно до програми проводяться такі екскурсії: «Шляхами козацької звитяги» (Луцьк — Берестечко — Пляшева), «Шляхами козацької слави», (Регіонально-ландшафтний парк «Гранітно-степове Побужжя»), Державний історико-культурний заповідник «Поле Полтавської битви», Острів Хортиця — Національний заповідник України та інші.
Значну кількість заходів з розвитку історичного краєзнавства реалізує Міністерство культури та туризму. У 2002 році була затверджена Державна програма розвитку туризму на 2002–2010 роки, (Постанова КМУ від 29.04.2002 р. № 583) одним з напрямків якої є розвиток структури регіонального туризму, спрямованого на знайомство туристів з визначними історичними пам'ятками різних областей України.
У «Державній стратегії регіонального розвитку на період до 2015 року» (Постанова КМУ від 21.07.2006 р. № 1001) згадується значна кількість пам'яток історії та культури різних регіонів України (понад 130 тис. пам'яток), які можуть привабити іноземних та вітчизняних туристів. Але туристичне охоплення різних регіонів є нерівномірним, найбільш охопленими є декілька регіонів: АР Крим, Волинська, Закарпатська, Івано-Франківська, Львівська, Одеська, Херсонська області та м. Севастополь. Відсутній належний рівень інформаційного та рекламного супроводу регіонального туризму, що не дає можливість туристам отримувати повну інформацію про визначні історичні пам'ятки деяких регіонів України. Зокрема на 2009 рік з 418-ти пам'яток археології національного значення лише 54 використовуються як туристичні об'єкти; з 147 пам'яток історії національного значення туристичними об'єктами є 98, а з 45 пам'яток монументального мистецтва національного значення в туристичній інфраструктурі представлено 28.
У 2017 році Національна спілка краєзнавців України звернулася до органів влади із пропозицією розглянути питання щодо затвердження Всеукраїнського дня краєзнавства (28 травня) на державному рівні.

## Члени Національної спілки краєзнавців України
Див. також: Категорія:Члени Національної спілки краєзнавців України
На даний час дійсними членами Національної спілки краєзнавців України є 1284 особи, серед яких — 5 Героїв України, 4 академіки та 5 членів-кореспондентів НАН України, 69 докторів та 117 кандидатів наук, велика кількість працівників музеїв, архівних і бібліотечних установ, закладів культури, засобів масової інформації, авторів численних публікацій і видань з історії та культури України.
Понад 90 членів Спілки за активну участь у краєзнавчому русі та вагомі досягнення у відродженні правдивої української історії і культури відзначені державними нагородами, Грамотами Кабінету Міністрів та Верховної Ради України. Багатьох членів нагороджено Всеукраїнською премією імені Дмитра Яворницького.
Завданням членів Спілки є ведення пам'яткоохоронної роботи, розробка туристично-екскурсійних маршрутів, участь у створенні і поповненні експозицій музейних закладів, розвиток шкільного краєзнавства, підготовка краєзнавчих підручників для шкіл та ВНЗ, допомога вітчизняному туризму в усіх його формах, а також активне сприяння та допомога Президенту, Уряду України, органам державної влади всіх рівнів, науковим установам, закладам культури та освіти, громадським організаціям у питаннях відродження та захисту історичної, духовної та культурної спадщини українського народу, формуванні патріотичних настроїв у суспільстві.
З боку членів Спілки йде підтримка та сприяння розвитку аматорського краєзнавчого руху. Зокрема розпочата підготовка багатотомної документально-довідкової серії книг «Краєзнавці України», реалізовується Державна програма з краєзнавства та зусиллям членів відбувається відродження видатних пам'яток історико-архітектурної спадщини України й проводиться значна науково-дослідницька та просвітницька робота в суспільстві.
За останні роки діяльності Всеукраїнської спілки краєзнавців її членами видано понад 600 науково-дослідницьких, публіцистичних та краєзнавчих книг з історії та культури рідного краю.

## Краєзнавство в педагогіці

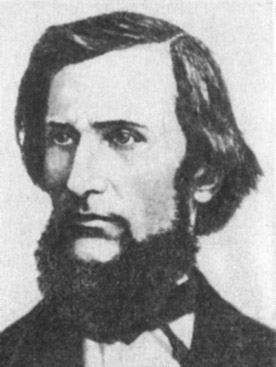
Костянтин Ушинський — педагог, який теоретично обґрунтував необхідність краєзнавства в навчально-виховному процесі

Першим, хто звернув увагу на краєзнавство в педагогіці став творець народної національної школи в Україні, видатний педагог Костянтин Ушинський), який теоретично обґрунтував необхідність використання краєзнавчого матеріалу в навчально-виховному процесі та поклав початок практиці шкільного краєзнавства. Краєзнавство як педагогічне явище Ушинський розглядав всебічно, вбачаючи в ньому могутній засіб вивчення Вітчизни. Він першим запропонував увести до навчальних планів початкових шкіл України предмет вітчизнознавство.
Інший видатний український педагог — Софія Русова нерозривно пов'язувала вивчення географії з краєзнавством. Вона запропонувала створити товариство організації подорожей — прототип сучасних центрів туризму і краєзнавства сучасної молоді.
Але лише Степана Рудницького можна вважати фундатором українського географічного краєзнавства. Саме він розробив дидактико-методичні основи навчання географії у школах різних рівнів, підготував і видав навчальні посібники з географії і популярні книги з географії України, розробив шкільні географічні карти («Початкова географія для народних шкіл» 1919 р., «Україна — наш рідний край», 1921 р.; «Коротка географія України» у 2-х томах, 1924 p., «Основи землезнання України», 1926 p.). Краєзнавство Рудницький розглядав у тісному зв'язку з географічною освітою, оскільки в Академії наук він очолював відділ краєзнавства, Рудницький відстоював позицію комплексного краєзнавства («Нинішня географія», 1905 р.), яке б ґрунтувалося на синтезі всіх його видів —етнографічного, історичного, природознавчого та ін.
Крім того, значний внесок у розвиток шкільного краєнавства зробив в 1930-ті роки Антон Макаренко, який разом із вихованцями комуни імені Фелікса Дзержинського щорічно проводив літні туристські подорожі, перетворюючи їх на частину навчально-виховної роботи.
У післявоєнний час шкільне краєзнавство стало засобом, найефективнішим для подолання формалізму у викладанні географії. Тому зростає кількість шкіл, що ведуть краєзнавчі дослідження. Організаційно-методичну допомогу школам надають дитячі екскурсійно-туристичні станції та будинки піонерів. У навчальні програми з географії 1957 р. введено обов'язкові екскурсії поблизу школи, завданнями яких стало забезпечення краєзнавчого підходу у викладанні географії. У 5 класі планувалися дві екскурсії: перша — для ознайомлення з формами поверхні і водами своєї місцевості, друга — для ознайомлення з роботою зовнішніх сил, з рослинністю, тваринним світом своєї місцевості. У 6 введено комплексну екскурсію у природу для вивчення рельєфу, вод і рослинності своєї місцевості. У 7 рекомендувалась восени одна екскурсія на місцеву річку або озеро, а навесні у зв'язку з вивченням теми «Своя область» — відвідання місцевого сільськогосподарського або промислового підприємства для ознайомлення з господарською діяльністю населення свого краю. У 9 класі, де вивчалась економічна географія СРСР, планувалась осіння екскурсія на провідне промислове підприємство свого міста, села чи району, а навесні — на сільськогосподарське підприємство.

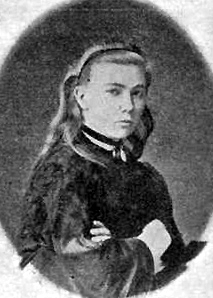
Софія Русова

З урахуванням краєзнавчого принципу, покладеного в основу навчальної програми, було написано підручник для 7 класу «Физическая география СССР» К. Ф. Строєва. У підручнику були спеціальні завдання з вивчення рідного краю, які спрямовували вчителя на організацію краєзнавчих робіт у процесі вивчення фізичної географії СРСР на уроках і в позаурочний час. Це були переважно спостереження за природними об'єктами, явищами і процесами з елементами дослідного характеру. Підручник закінчувався темою «Своя область», де було вміщено короткі відомості про послідовність краєзнавчого вивчення своєї області.
Для узагальнення досвіду краєзнавчої роботи у тематику перших Всесоюзних педагогічних читань, які відбулися на початку 1968 р., включено доповіді про використання краєзнавчого матеріалу в процесі навчання, про конкретні методи та форми реалізації краєзнавчого принципу у викладанні географії в школі при переході на нові програми. Доповіді засвідчили серйозне і глибоко продумане ставлення вчителів географії до краєзнавчої роботи, використання ними зібраних краєзнавчих матеріалів для розвитку та поглиблення географічних знань учнів.
Проблеми шкільного краєзнавства розглядалися на з'їздах Географічного товариства СРСР. Згідно з резолюцією III з'їзду, було намічено посилити краєзнавчі елементи у шкільних програмах з географії, рекомендовано розгорнути у школах краєзнавчу роботу різних форм, а товариству — надавати постійну допомогу школам у здійсненні намічених завдань.
Наступні з'їзди Географічного товариства СРСР у своїх резолюціях підтверджують рішення III з'їзду з питань краєзнавства і вважають, що товариство та його філіали повинні очолити краєзнавчий рух на місцях.
Особливо велику увагу шкільному краєзнавству приділяв учений-географ Олександр Барков, який одним з перших науково розробив зміст, методи та організацію краєзнавчої роботи (статті «Про наукове краєзнавство», 1946 р., «Ще про наукове краєзнавство», 1949 р.). Він надав винятково важливого значення краєзнавству як могутньому засобу патріотичного виховання. Барков вважав, що між Батьківщиною і рідним краєм існує нерозривний зв'язок. Любов починається з рідної місцевості, розширюється до меж всієї країни. Любов до рідного краю живить любов до Батьківщини.

М. М. Баранський — науковець, який першим оприділив значення краєзнавчого підходу та заходи щодо посилення його у викладанні географії

Підкреслюючи велике освітнє та виховне значення краєзнавства, Олександр Барков наголошував, що воно тільки тоді може успішно розвиватися, коли спиратиметься на наукові знання і буде пов'язане з практикою. Він закликав учителів активно приєднуватися до краєзнавчого руху.
Географ-методист О. С. Половинкін, пов'язуючи організацію і методику краєзнавства з викладанням географії в школі, так само, як і О. С. Барков, високо оцінював роль краєзнавчого напряму в шкільній роботі як важливого засобу боротьби з формалізмом у викладанні предмета.
Великий внесок у розвиток краєзнавства видатного економіста-географа, члена-кореспондента АН СРСР М. М. Баранського, який вважав, що по кожному великому району країни на допомогу школі повинні бути підготовлені краєзнавчі посібники, що розкривали б специфічний зміст краєзнавчих матеріалів і методику їх використання з навчально-виховною метою. Його фундаментальна праця «Методика преподавания зкономической географии» (1960 р.) містить розділ, в якому розкривається зміст географічного краєзнавства, значення краєзнавчого підходу та заходи щодо посилення його у викладанні географії. Баранський підкреслював, що в основу шкільного краєзнавства закладена думка, що своє зрозуміліше, простіше, ніж чуже і далеке.
З 1960–1980-их років шкільне краєзнавство та туристично-краєзнавча робота школярів набрали масового характеру. З метою виконання конкретних завдань дослідницького характеру стали систематично проводитися так звані екскурсії-експедиції, активізувалася робота пошукових загонів, різних клубів за інтересами, кімнат і музеїв, були запроваджені щорічні олімпіади юних краєзнавців тощо.